# Weeping Willows
Weeping Willows er en svensk indie rock-gruppe dannet i 1995.
Gruppen trækker blandt andet på inspirationer fra navne som Depeche Mode og Morrissey.
Debutalbummet Broken Promise Land udkom i 1997. Det seneste album Fear & Love udkom i 2007.
Forsanger Magnus Carlson har desuden udgivet en række soloalbums.
Bandet har ved flere lejligheder samarbejdet med Andy Bell fra Oasis.